# Journal of Human Evolution
The Journal of Human Evolution (с англ. — «Журнал [об] эволюции человека») — ежемесячный рецензируемый научный журнал. Основная научная специализация — человек и все аспекты его жизни и истории, в первую очередь эволюция, окаменелости людей и человекообразных обезьян, а также сравнительные исследования морфологических и молекулярных признаков живых организмов. Сюда входят описания новых открытий, интерпретационный анализ нового и ранее описанного материала, а также оценки филогении и палеобиологии видов приматов. Ряд статей публикуется в открытом доступе. Главные редакторы издания — доктор Андреа Тейлор (Университет Туро, Калифорния, США) и доктор Клемент Захолли (Университет Бордо, Франция). Издаётся международным научным издательством Elsevier со штаб-квартирой в Амстердаме, Голландия.
В 2018 году в ходе исследования выяснилось, что журнал использовал методы самоцитирования, из-за чего его импакт-фактор был на год исключён из Journal Citation Reports. Данной санкции подверглось ещё 33 журнала. Однако годом спустя он был вновь в него включён, продемонстрировав импакт-фактор равный 3,534 вместо 3,155 в 2018 году. На 2021 год импакт-фактор вырос до 3,895.

## Охватываемые области знаний
- Палеоантропология;
- Сравнительные исследования живых видов;
- Систематика и филогенетика приматов;
- Functional genomics
- Измерение размеров тела и аллометрия;
- Палеоэкологические и палеографические исследования;
- Тафономические и стратиграфические исследования.

## Индексация и абстрагирование
Журнал абстрагируется и индексируется в следующих рейтингах:
- Biological Abstracts;
- BIOSIS Previews[англ.];
- Current Contents Life Sciences;
- Current Contents Social And Behavioral Sciences;
- Essential Science Indicators;
- Zoological Record;